# Chimichagua
Chimichagua è un comune della Colombia facente parte del dipartimento di Cesar.
Il centro abitato venne fondato da José Fernando de Mier y Guerra nel 1748.